# Alabamaterritoriet
Alabamaterritoriet (engelska: Alabama Territory) var ett amerikanskt territorium. Det existerade från 15 augusti 1817 till 14 december 1819, då kvarvarande delar uppgick i den amerikanska delstaten Alabama.

### Fotnoter
1. ↑  ”Alabama” (på engelska). World Statesmen. http://www.worldstatesmen.org/US_states_A-D.html#Alabama. Läst 20 juli 2015.